# Inachos (Mythologie)
Inachos (altgriechisch Ἴναχος Ínachos) ist in der griechischen Mythologie ein Flussgott sowie der erste König von Argos und Stammvater der Könige der Argolis. Er gilt als der Namensgeber des Flusses Inachos (auch Inachis) in der Argolis.
Er ist der Sohn von Okeanos und der Tethys oder Iapetos und der Okeanide Klymene. Hesiod wiederum nennt Oineus als seinen Vater. Inachos war verheiratet mit Melia oder seiner Schwester Argeia. Mit dieser hatte er die Kinder Aigialeus, Io und Phoroneus. Andere Quellen nennen noch weitere Kinder: Argos Panoptes, Pegeus und Mykene.
Die Zeusgattin Hera und der Meeresgott Poseidon forderten die Flussgötter Phoroneus, Asterion, Kephisos und Inachos auf, einen von den beiden als Herrscher über die Argolis zu bestimmen. Da sie Hera auswählten, ließ Poseidon als Strafe hierfür die Quellen der Flüsse versiegen.

## Sage zur Entstehung des Flusses Inachos
Eines Tages kam Hera zu Inachos, um ihr Land zu begutachten. Sie forderte ihn auf, einen Tempel für sie zu errichten. Inachos, dem nichts wichtiger war, als die Bewahrung des Friedens, stimmte zu. Als er fertig war, war Hera mit dem Bau sehr zufrieden. Sie bot Inachos ein Geschenk an. Hera wollte, dass Io, Inachos’ Tochter, ihre Priesterin würde. Das war ihr Geschenk an Inachos. Eigentlich wollte er keine Geschenke von den Göttern, aber dennoch stimmte er erneut zu, er wollte Hera nicht verärgern. Eine Nacht träumte Io von Zeus, er begehre sie. Io wusste nicht, was sie jetzt tun sollte. Also konsultierte Inachos das Orakel. Nach dem Orakelspruch sollte Inachos Io verstoßen, was er schließlich auch tat. Um seine Liebe zu Io vor seiner Gattin Hera zu verbergen, verwandelte Zeus Io in eine Kuh.
Jetzt war der friedliebende Inachos doch wirklich unglücklich geworden. Er saß an seinem ausgetrockneten Flussbett und weinte. Da kam eine kleine, jämmerliche Gestalt auf ihn zu und stachelte ihn an, gegen die Götter, die ihm so viel Leid angetan hatten, zu protestieren. Das war Eris, die Göttin der Zwietracht, und sie wuchs und wurde prächtiger, jedes Mal, wenn Inachos auf die Götter fluchte. Dann hatte er schon alles verflucht, was lebt, und Eris sagte, dass wenn Inachos seine Tochter zurückhaben wolle, müsse er seine eigenen Nachkommen verfluchen. So verfluchte er seine Nachkommen in der fünften Generation, darauf hatten sie sich geeinigt, da er von denen sowieso niemanden kenne.
Doch jetzt war es Zeus genug. Er schickte die Erinye Tisiphone aus. Von jedem verfluchten Tier, Pflanze, was auch immer, zupfte sie ein kleines Stück ab. Und daraus flocht sie einen Strick, den sie um das Herz des Inachos wandt. Alle Übel der Welt schnitten in sein Herz. Inachos fiel in das ausgetrocknete Flussbett, das nicht einmal mehr ihm gehörte. Doch da hatte Zeus Erbarmen. Er verwandelte Inachos. Er solle doch zum Fluss seiner Heimat werden. Der Fluss war ausgetrocknet. Aber das interessierte Zeus nicht. Inachos wurde zu einem ausgetrockneten Fluss.
Eines Tages kam Io als Kuh an das Flussbett. Sie erkannte ihren Vater, konnte aber nicht mit ihm kommunizieren. So schrieb sie ihre Geschichte in den Sand. Da weinte ihr Vater, und die Tränen füllten das Flussbett. Jetzt war Friede in seinem Herzen. Doch die fünfte Generation nach ihm sollte verflucht sein: Danaos und Aigyptos.